# Шудрак Анатолій Анатолійович
Анато́лій Анато́лійович Шудра́к — український лікар-хірург, Заслужений лікар України (2014), доктор медичних наук, полковник медичної служби. У 2010—2015 роках головний хірург Міністерства оборони України.

## Життєпис
1991 року закінчив факультет підготовки лікарів ВМА ім. С. М. Кірова. Служив у Литві — Каунас, Гайжюнай.
1993 року перевівся в Головний військовий клінічний госпіталь МО України, з 1995-го — старший ординатор відділення гнійної хірургії клініки.
З 1999 року — ординатор проктологічного відділення клініки, 2002 — старший ординатор, 2006 — начальник проктологічного відділення.
З 2007 року — начальник відділення загальної та онкологічної колопроктології — з палатами для хіміотерапії, 2008 — провідний хірург.
З 2010 по 2015 рік — заступник начальника Головного військово-медичного клінічного центру «ГВКГ» — головний хірург Міністерства оборони України.
З 2015 звільнився з лав Збройних Сил України. З того ж року на посаді заступника головного лікаря Національного інституту раку.

## Роботи
- Зареєстровано патент «Спосіб хірургічного лікування пухлин прямої кишки», серед співавторів — Каштальян Михайло Арсенійович, Шаповалов Віталій Юрійович.
- Цикл наукових праць «Мініінвазивні хірургічні втручання при захворюваннях печінки, жовчних шляхів та підшлункової залози» (у співавторстві). [1] [2] [3]

## Нагороди
Нагороджений відзнакою Міністерства оборони України «Знак пошани», медалями «15 років Збройним силам України», «За сумлінну службу» І ступеня.
21 серпня 2014 року — за особисту мужність і героїзм, виявлені у захисті державного суверенітету та територіальної цілісності України, вірність військовій присязі під час російсько-української війни, відзначений — присвоєно почесне звання «Заслужений лікар України»..